# Merocryptus obsoletus
Merocryptus obsoletus is een krabbensoort uit de familie van de Leucosiidae. De wetenschappelijke naam van de soort werd in 1898 voor het eerst geldig gepubliceerd door Alphonse Milne-Edwards & Bouvier.